# Calanthe hirsuta
Calanthe hirsuta är en orkidéart som beskrevs av Gunnar Seidenfaden. Calanthe hirsuta ingår i släktet Calanthe och familjen orkidéer. Inga underarter finns listade i Catalogue of Life.